# ヘキサフルオロプロペン
ヘキサフルオロプロペン (hexafluoropropene)、別名ヘキサフルオロプロピレン (hexafluoropropylene) は、化学式 C3F6 で表される有機フッ素化合物である。プロピレンの水素原子がすべてフッ素原子に置換した化合物で、有機合成化学における中間体として使われる。